# Região Geográfica Imediata de Guaxupé

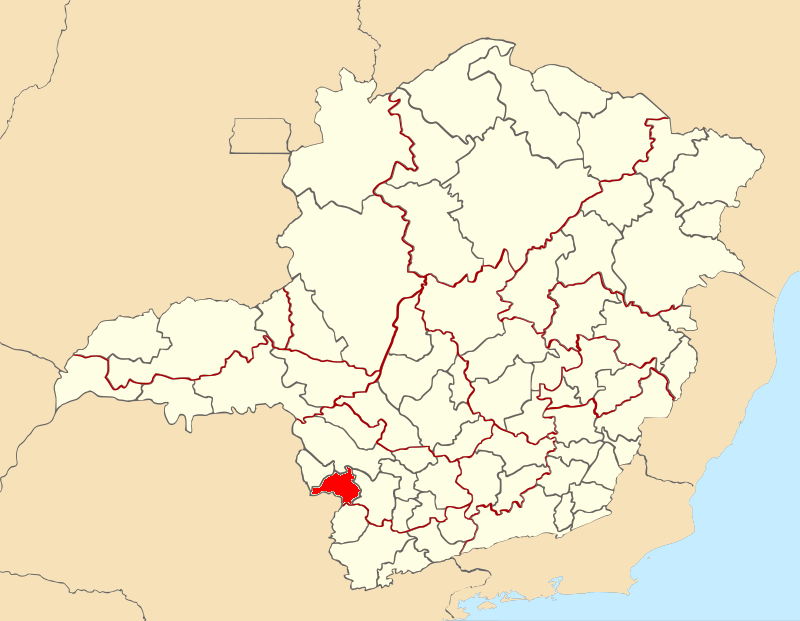
Região Geográfica Imediata de Guaxupé.

A Região Geográfica Imediata de Guaxupé é uma das 70 regiões geográficas imediatas do Estado de Minas Gerais, uma das dez regiões geográficas imediatas que compõem a Região Geográfica Intermediária de Varginha e uma das 509 regiões geográficas imediatas do Brasil, criadas pelo IBGE em 2017.

## Municípios
É composta por 9 municípios:
- Arceburgo
- Cabo Verde
- Guaranésia
- Guaxupé
- Juruaia
- Monte Belo
- Muzambinho
- Nova Resende
- São Pedro da União

## Estatísticas
Tem uma população estimada pelo IBGE para 1.º de julho de 2017 de 161 491 habitantes e área total de 2 814,870 km².